# Ariadne Díaz
Ariadne Díaz (née Ariadne Rosales Díaz le 16 août 1986 à Guadalajara au Mexique), est une actrice mexicaine sortie du Centro de Educación Artística (CEA) de Televisa. Elle a fait ses débuts dans la telenovela Muchachitas como tú.

## Filmographie

### Télévision

#### Telenovelas
- 2007 : Muchachitas como tú (Televisa) : Leticia Hernández Fernández
- 2008 : Al diablo con los guapos (Televisa) : Florencia Echeverria de Belmonte
- 2008 - 2009 : Mañana es para siempre (Televisa) : Aurora Artemisa Sánchez
- 2010 - 2011 : Llena de amor (Televisa) : Marianela Ruiz y de Teresa Pavón / Victoria de la Garza Montiel
- 2012 - 2013 : La mujer del vendaval (Televisa) : Marcela Morales
- 2014 : El color de la pasión (Televisa) : Adriana Murillo de Gaxiola
- 2014 : La malquerida (Televisa) : Acacia Rivas Maldonado

#### Séries télévisées
- 2007 : RBD: la familia (Televisa) : Fiancée Ucker